# Jim van Alst
Jim van Alst (Doornenburg, 2 februari 1985) is een Nederlands voormalig voetballer die als verdediger speelde.

## Loopbaan
Van Alst speelde in de jeugd bij N.E.C. In 2006 ging hij van Jong N.E.C. naar FC Eindhoven waarvoor hij in het seizoen 2006/07 zeventien wedstrijden in de eerste divisie als verdediger speelde. Sinds 2007 speelt hij voor zondag hoofdklasser De Treffers uit Groesbeek waar hij in oktober 2007 voor een half jaar geschorst werd na een zware overtreding.
In het seizoen 2009-2010 werd Van Alst met De Treffers kampioen van de Zondag Hoofdklasse C. Vanaf het seizoen 2010-2011 zal hij met De Treffers uitkomen in de Zondag Topklasse.
In het seizoen 2015/16 kwam Van Alst uit in de Topklasse zaterdag, voor V.V. IJsselmeervogels. In 2016 ging hij voor SV DFS spelen, dat uitkwam in de zaterdag Hoofdklasse. In 2019 beëindigde hij zijn loopbaan.
Van Alst trainde meerdere jeugdselecties van het CP-voetbal en is assistent-bondscoach.